# Tånga och Rögle
Tånga och Rögle est une localité de Suède dans la commune d'Helsingborg en Scanie.
Sa population était de 236 habitants en 2019.